# Le Goût des merveilles
Pour plus de détails, voir Fiche technique et Distribution.
Le Goût des merveilles est une comédie romantique française réalisée par Éric Besnard et sortie en 2015.

## Synopsis
Louise, jeune veuve arboricultrice de la Drôme en difficultés financières, heurte dans un accident de voiture un homme qui marche sur un chemin de terre. 
Étrange personnage filiforme du nom de Pierre, dégingandé et rigide dans son immuable costume, au franc-parler et au débit vocal rapide et mécanique, il refuse d'être soigné et ne supporte pas qu'on le touche. 
Louise découvre peu à peu que Pierre est un autiste Asperger plein de tics et d'angoisses, mais également un redoutable observateur et un calculateur prodige qui analyse tout à l'aide de son ordinateur. 
Pierre s'adapte très vite à Louise et à son environnement, et s'installe chez elle contre son gré. Tout d'abord perplexes, les deux enfants de Louise s'attachent à lui et font tout pour que le jeune homme reste à la maison. 
Louise est bouleversée quand elle apprend que son nouveau colocataire est menacé d'internement psychiatrique à la suite de démêlés judiciaires. 
Par ailleurs, ses compétences scientifiques et techniques la sauvent à plusieurs reprises de la ruine. Elle hésite longuement à l'accepter dans sa vie.

## Fiche technique
- Titre : Le Goût des merveilles
- Réalisation : Éric Besnard
- Scénario : Éric Besnard
- Musique : Christophe Julien
- Montage : Yann Dedet
- Photographie : Philippe Guilbert
- Costumes : Elisabeth Rousseau
- Décors : Bertrand Seitz
- Producteur : Patrice Ledoux et Michel Seydoux
- Production : Pulsar Productions et Caméra One
  - Coproduction : Canal+, D8, TF1, Rhône-Alpes Cinéma et UGC
- Distribution : UGC Distribution et TF1
- Pays d'origine :  France
- Durée : 100 minutes
- Genre : comédie romantique
- Dates de sortie :
  -  France : 16 décembre 2015

## Distribution

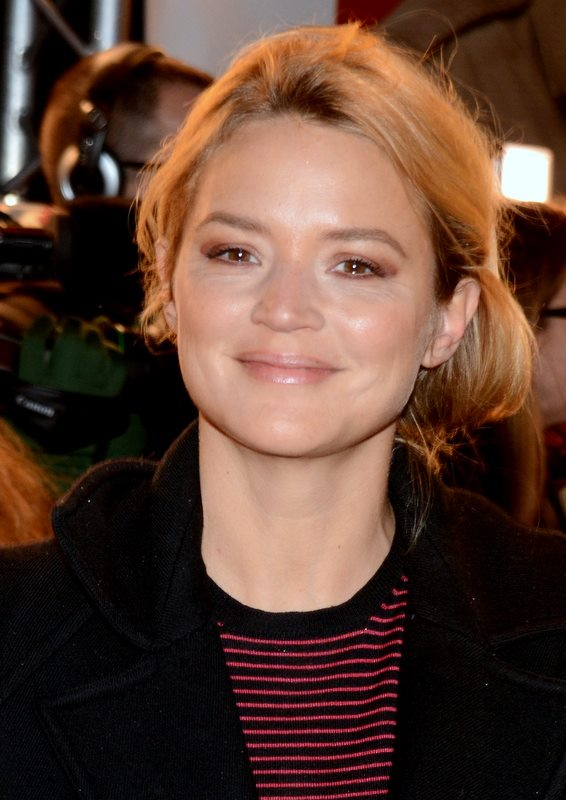
L'actrice principale Virginie Efira en février 2014

- Virginie Efira : Louise Legrand, l'arboricultrice
- Benjamin Lavernhe : Pierre, l'autiste
- Lucie Fagedet : Emma, la fille de Louise
- Léo Lorléac'h : Félix, le fils de Louise
- Hervé Pierre : Jules, le libraire, mentor de Pierre
- Laurent Bateau : Paul, le voisin de Louise
- Hiam Abbass : Mélanie Ferenza, la psychologue
- Natalie Beder : la jeune femme
- Valentin Merlet : le banquier
- François Bureloup : le patron du bar
- France Darry : la cliente sur le marché
- Stéphane Di Spirito : un client du marché
- Alain Gressot : un client du marché
- Franck Adrien : l'aide-soignant
- Julien Ratel : le livreur de fleurs

## Autour du film
- Le film est issu d'un long travail de documentation sur l'autisme de la part d'Eric Besnard, le réalisateur, et s'inspire entre autres des livres de Daniel Tammet et de Josef Schovanec[1].
- La sortie du film coïncide avec la sortie du livre sur le même sujet De l'amour en Autistan, de Josef Schovanec.  (ISBN 2259229476).
- Le titre du film fait référence aux merveilles, des beignets du sud-ouest de la France consommés principalement durant les carnavals ou le mardi gras. Le film fait de nombreux plans sur la cuisine de Louise et les plats sucrés.
- Le film est tourné dans la Drôme provençale notamment à Nyons.